# Le Sophiste
Pour les articles homonymes, voir Sophiste (homonymie).
Le Sophiste, en grec ancien Σοφιστής, est un dialogue de métaphysique de Platon traitant des genres de l’être, de la nature de l’être et de la nature du sophiste.

## Datation
Vers 370 av. J.-C., Platon traversa, selon Léon Robin et Pierre-Maxime Schuhl, une longue crise intellectuelle, durant laquelle il s'interrogeait sur sa théorie des Idées (interrogation qui traverse les dialogues du Parménide et du Sophiste). Il prit conscience de la difficulté d'association non symétrique des Idées avec les choses sensibles, ainsi que de l'association (σύμμιξις) des Idées entre elles, de même que la communion (κοινωνία / koinônía) entre les Idées et le Bien,. Écrit aux environs de 360 av. J.-C., il est la suite du Théétète, dont il prolonge la discussion. Théodore et Socrate s'étaient donné rendez-vous la veille pour continuer la discussion avec Théétète, accompagné d'un étranger qui vient d'Élée. Socrate et Théodore écoutent dialoguer l'étranger qui interroge et Théétète qui répond. Comme dans les derniers écrits de Platon, Socrate n'intervient pas, car le sophiste critique la position traditionnelle que Platon donne à Socrate : la Théorie des Idées, ici désignée sous la Théorie des Formes. Platon critique et assouplit son ontologie primitive des Idées pour lui substituer une théorie de la participation à l’Idée, au divin. Les thèses platoniciennes, leur problématisation et leurs enjeux philosophiques soulevés par Platon lui-même (249-253), ont eu une immense postérité et sont encore discutées et défendues de nos jours au sein du courant de la philosophie analytique, comme le platonisme mathématique.

## Personnages
- Socrate
- Théétète d'Athènes, mathématicien et philosophe.
- Théodore de Cyrène, mathématicien et philosophe, disciple de Protagoras, précepteur de Socrate et Platon
- Un étranger originaire d’Élée, philosophe, également présent dans Le Politique (257 c et passim)
- Socrate dit Le jeune, philosophe, également présent dans Le Politique (258 a et 266 a) ainsi que dans la XIe Lettre de Platon (358 d).

## La définition du sophiste

### Essais d'une définition
Après un court préambule entre Socrate, Théodore, l'Étranger et Théétète, le dialogue s'engage entre ces deux derniers par une tentative de définir le sophiste. La méthode à employer est une succession de dichotomies - dialectiques.
La méthode prouve son efficacité par la pêche à la ligne, et le choix du pêcheur n'est pas un hasard, car celui-ci est défini par opposition à la chasse des animaux terrestres : parmi les hommes qui capturent leur proie, on peut distinguer ceux qui les pêchent et ceux qui les chassent à terre.
Le sophiste lui est un chasseur d'animaux terrestres, les hommes. En poursuivant les dichotomies, on peut aussi dire qu'il chasse les hommes riches, qu'il veut s'enrichir, et qu'il le fait par des discours. Le sophiste est un marchand de discours. Les problèmes commencent quand l'étranger avec Théétète parvient avec cette méthode à donner 6 différentes définitions du sophiste (216) : 
1. Comme chasseur intéressé par les jeunes gens riches (232 a)
2. Comme marchand des connaissances à l’usage de l'âme
3. Comme commerçant en détail des connaissances à l’usage de l’âme
4. Comme un fabricant des sciences qu’il vend
5. Comme un athlète au combat des paroles, en lutte des raisonnements, faisant métier de la discussion
6. Comme purificateur[8].

Ici, la purification se dit en grec ancien καθαρτικόν - mot à rapprocher du mot κάθαρσις, pouvoir de séparer l’âme de son ignorance crasse : ne point savoir et croire que l’on sait. La dialectique entend le sophiste qui, en toute honnêteté et noblesse, montre à son élève les contradictions dont il est la proie par ignorance, et purifie ainsi son âme (231 b).

### Le problème posé par le sophiste
Ayant obtenu six définitions de son art, le sophiste montre sa prétention encyclopédique : il se prétend spécialiste en tout et contredit tout le monde sur tous les sujets. Or, il est absolument impossible de tout connaître. C'est donc que son art est un jeu : le jeu de la mimétique : le sophiste ne parle pas des choses réelles, il ne fait que les imiter. Il crée des illusions et non pas une vraie copie des choses. Le sophiste parle, mais ne parle de rien. Il rend possible une grande difficulté : dire quelque chose sans pourtant être dans le vrai (236 e).
Le sophiste semble donc se définir  par une attitude sur le discours : tout discours est forcément vrai car le non-être n'existe pas ; selon Michael Frede, « la difficulté réside dans la possibilité même de prononcer des propositions fausses : une proposition pour être une proposition doit parvenir à dire quelque chose, c'est-à-dire qu'il faut qu'il y ait quelque chose que l'on énonce. Mais en grec ordinaire et en grec philosophique, une proposition fausse est une proposition qui dit quelque chose qui n'existe pas. »

### Thèse du dialogue
Comment dire ce qui n'est pas
Le sophiste se cache dans l'obscurité du non-être. Pour le débusquer, après une tentative de définition dialectique du sophiste qui n'aboutit pas, Platon critique Parménide et sa thèse sur l'être et le non-être, redéfinit la participation de l'être et du non-être et parvient finalement à définir le sophiste. Pour penser la possibilité des fausses propositions, Platon essaye de clarifier deux sources de confusion : d'une part quel sens faut-il attribuer à la conjonction « ne pas » dans « ne pas être » et d'autre part comment penser la valeur d'une proposition en termes de prédication (attribuer à quelque chose une caractéristique particulière).

## Problème autour de l'être et du non-être
Penser le non-être est doublement difficile car il faut penser à la fois la négation et l'être. Après une première interrogation sur le non-être, Platon s'interroge sur l'être qui est aussi problématique que le non-être. Après avoir critiqué Parménide et sa vision de l'être, Platon revient sur la question du non-être. Ceci suppose le non-être ; or, Parménide dit qu'il faut détourner sa réflexion du non-être : le non-être, on ne peut même pas le nommer, c'est déjà un abus de langage.

### Le problème du non-être
Arguant Parménide, le Sophiste à qui l'on reprochera de ne faire que des images de la réalité demandera ce qu'est une image, si l'image platonicienne se définit comme un entrelacement d'être et de non-être.
Les sophistes arrivent à parler du non-être, puisqu'ils créent des illusions pour tromper les gens riches. Et même l'étranger y arrive, ne serait-ce qu'en disant qu'il est imprononçable et impensable. Cela semble être une auto-contradiction de dire que le non-être est ceci ou cela. Car on parle de lui comme d'une unité existante, ayant certaines propriétés. Le non-être devrait seulement ne pas être. Or ce n'est pas le cas, puisque les sophistes ou l'Étranger en parlent. La seule solution possible est donc de s'opposer à la thèse de Parménide, pour qui seul l'être est. Même le non-être doit avoir un certain être.
Sans cela en effet, il serait impossible de critiquer les sophistes. On ne pourrait dire qu'ils mentent, puisque le faux étant le non-être, ils ne pourraient rien dire de faux. Pour dire que les sophistes mentent, il faut donc qu'ils puissent parler du non-être, c'est-à-dire de ce qui est faux. Il faut pouvoir dire que ce qui n'existe pas existe, et que ce qui existe n'existe pas. Les notions d'être et d'un, au centre de la philosophie de Parménide, si elles ne sont pas révisées, nous laisseront impuissants face aux sophistes.

### Le problème de l'être

#### Doctrines dualistes et unitaires
Du problème de l'être provient la critique des thèses courantes en philosophie.[réf. nécessaire] D'abord, les doctrines pluralistes : c'est dire que l'être est un et multiple comme d'autres disent qu'il est amour et haine ou bien que le tout est un. C'est appeler le « un » deux. Ensuite, critique des thèses unitaires : l'être est le un, l'être est le tout. Platon critique ces thèses : dire que l'être est le un, outre que l'on utilise deux mots pour désigner l'unité, est impossible : ou bien le nom de l'un est différent de la chose qu'il désigne et on retombe dans la dualité, ou bien le nom coïncide avec la chose qu'il désigne et alors ce n'est qu'un mot qui ne recouvre qu'un mot, ou alors il faut isoler le « un » du reste et finalement ce mot ne renvoie qu'à lui-même. De même, dire que l'être est le tout est impossible : dire « l'» être suppose une certaine unité dans son être, or le tout peut être divisé, or l'un ne peut être divisé. Cela revient à affecter l'être d'un caractère d'unité et placer le tout au-delà de l'un : on retombe dans la doctrine dualiste. Faut-il dire que l'être n'est ni un ni le tout, il faut pourtant trouver une place à l'un et au tout dans l'être.
Conclusion : celui qui essaye de dire l'être dans le logos soit comme dans un couple de notions, soit dans une seule, se trouve acheminé vers des milliers d'autres impasses (245 e). Le logos s'avère impossible pour rendre compte de l'être.

#### Les Fils de la terre et les Amis des Formes
La question de l’être a souvent été la cause du conflit entre matérialistes, pour qui l’être est le corps (n’existe que ce qui offre une résistance), et partisans des Idées, qui non seulement admettent l’existence de l’âme, mais aussi d’entités transcendantes comme la justice ou la sagesse. Ces deux parties sont désignées respectivement dans le dialogue par Fils de la terre et Amis des Formes (246). Contre les Fils de la terre, l'étranger déclare qu'il existe des âmes justes et d'autres injustes ; ou si on ne reconnaît pas l'existence de la justice, des âmes sages et d'autres folles. « L'âme est certes corporelles à leur avis. Mais pour ce qui est de la sagesse et de toutes ces autres réalités que vise la question, la honte les retient d'oser ou bien de leur dénier absolument l'être, ou bien d'affirmer catégoriquement que toutes sont des corps » (247 c).

#### Penser les corps et ces réalités incorporelles
L’être n’est autre chose qu'une puissance.
L'étranger s'est trouvé en Théétète quelqu'un de bonne composition, et ils ont imaginé un Fils de la terre « civilisé » : il n'est pas dit qu'un vrai Fils de la terre aurait été d'accord avec cet argument. L'étranger profite de ce passage chez les Fils de la terre pour donner une définition de l'être comme puissance - soit d'agir soit de pâtir - qu'il emprunte au tenant d'un réalisme. L'être est ici puissance de relation. Cette définition de l'être est utilisée contre les amis de la Forme.
Contre les Amis des Formes (248), l'étranger critique la division qu'il opère entre le devenir et l'existence. Ce qui est sujet au changement, au devenir n'est pas ; ce qui est vraiment est stable. L'étranger leur répond que l'homme, de par son corps, a contact avec le devenir par le biais de la sensation mais a aussi contact avec l'existence de par son âme, par le biais de la raison (en grec ancien λογισμός).
Il faut comprendre que cette double communication avec le devenir et l'existence suppose une puissance, une relation entre :
- Le corps et les objets
- Les âmes et les Formes

Les Amis des Formes diront que l'existence ne connaît ni agir ni pâtir ; comment connaître ?
La connaissance est aussi relation entre ce qui est connu et ce qui connaît. Finalement, ce que l'étranger reproche aux Amis des Formes, c'est leur trop grande rigidité : « Eh quoi ! par Zeus, nous laisserons-nous si facilement convaincre que le mouvement, la vie, l'âme, la pensée n'ont point de place au sein de l'être universel, qu'il ne vit ni ne pense et que solennel et sacré, vide d'intellect, il reste là planté, sans pouvoir bouger ? » (ici, l'être suprême serait sans logos vivant). Au contraire pour l'étranger, il existe un intellect (Noûs) animé dans l'être (249)Voir le Philèbe pour le passage du divin au démiurge, et Métaphysique 1012 b 23. Aussi, on ne peut plus soutenir que les Formes sont immobiles et séparées. Les formes et les choses corporelles communiquent entre elles.

#### Éthique
Le terme joie équivaut au plaisir. Les mots grecs charis, en grec ancien Χάρις, « grâce », et hédoné, en grec ancien ἡδονή, « plaisir », se superposent la plupart du temps et ont la même signification dans le dialogue du Sophiste. Platon comprend les termes dans toutes leurs acceptions, y compris sensuelle et sexuelle.

### Conclusion
Au philosophe donc, à quiconque met ses biens au-dessus de tous les autres une règle absolue, semble-t-il, est prescrite par là même : par ceux qui prônent soit l'un, soit la multiplicité des formes, ne point se laisser imposer l'immobilité du tout ; à ceux qui d'autre part meuvent l'être en tous sens, ne point même prêter l'oreille ; mais faire comme font les enfants dans leurs souhaits : tout ce qui est immobile et tout ce qui est se meut et dire que l'être est le tout et l'un et les deux à la fois. Ce programme permet alors de tenir l'être dans le logos.
La question rebondit cependant : comment concilier dans l'être le mouvement et le repos ? Finalement, la question de l'être (249) est tout aussi problématique que celle du non-être que le dialogue a déjà étudiée en 237 c, déclare l'Étranger. Comment frayer au logos un chemin entre ces écueils ? Un déplacement est ici opéré depuis la question initiale. Il ne s'agit plus de dire : l'être est mouvement ou repos, mais dire que le mouvement et le repos participent tous deux de l'être.

## La participation des genres dans l'être

### Linguistique
Une chose est admise par plusieurs noms : dès le début du langage se trouve posée la question de l'un et du multiple. Chaque chose est posée comme unique pour la dire de multiples façons. Dire « l'homme est blanc », c'est déjà le dire de multiples façons[pas clair] et poser l'être dans le devenir[pas clair]. Certains ontologiciens extrémistes refusaient alors d'utiliser la copule « être » dans le discours : plutôt que dire « l'homme est blanc », il vaudrait mieux dire « l'homme a blanchi ».[réf. nécessaire]
En développant, trois questions surgissent, la première quant à savoir s'il est interdit d'unir l'être au repos et au mouvement, à l'un et au multiple, au même et à l'autre dans le logos ; la deuxième quant à savoir si le mouvement et le repos sont capables de s'associer mutuellement, et la troisième quant à savoir si certaines choses sont capables d'unir repos et mouvement et d'autre non (251 e). Or dire (λέγειν) tout cela ne serait rien dire s'il n'y a rien qui ne puisse se mélanger. Ceux qui tiennent le discours (logos) le plus ridicule sont ceux qui ne permettent pas qu'une chose soit en lien avec une autre chose. « D’une certaine manière, ils sont obligés à l'égard de toutes choses de se servir de "être" et de "séparé", de "les autres", de "en soi" et de milliers d'autres appellations semblables qu'ils ne sont pas capables ni d'écarter, ni d'éviter d'attacher ensemble dans le logos et qu'ainsi ils n'ont pas besoin de quelqu'un d'autre pour les réfuter ; ils logent chez eux comme on dit l'ennemi et l'opposant et marchent en portant une voix qui résonne en leur intérieur comme l'étrange Euryclée. » (252 c),.
1. Confondre mouvement et repos veut dire que ce ne sont que deux mots qui se recouvrent et qui n'ont aucune substance.
2. Il faut donc dire que parfois certaines choses sont capables d'unir mouvement et repos et d'autre non. Il y a donc un art pour tisser ensemble mouvement et repos, un peu comme la musique ou la grammaire qui parviennent à composer certains sons ou certaines lettres ensemble tandis que certains sons ou lettres ne sont pas susceptibles d'être liés ensemble. Il faut par exemple un mélange de voyelles et de consonnes. S'il n'y a que des consonnes, c'est imprononçable.

### L'apport de la dialectique
Si certaines choses peuvent être parfois unies au repos et au mouvement, c'est qu'il y a des genres de l'être qui admettent un mélange entre eux. Il faut donc une certaine science pour avancer dans le logos (raison, discours) et étudier cette participation des genres entre eux. Cette science c'est la philosophie dialectique : « diviser ainsi par genres et ne point prendre pour une autre forme qui est la même une forme qui est autre, n'est point là dirions nous l'ouvrage de la science dialectique » (253 d) ou bien encore « Celui qui en est capable, son regard est assez pénétrant pour apercevoir une forme unique déployée en tous sens à travers une pluralité de formes dont chacune demeure distincte, une pluralité de formes mutuellement différentes qu'une forme unique répandue à travers une pluralité d'ensemble sans y rompre son unité, enfin de nombreuses formes absolument solidaires. Or être capable de cela, c'est savoir discerner genres par genres quelles associations sont pour chacune d'eux possible ou non. » (253 e). Celui-là philosophe en toute pureté et toute justice.
À l'inverse du philosophe qui étudie à la clarté de l'être, comment les formes participent entre elles, le sophiste se cache dans la région du non-être (254 a-b).

### Les genres suprêmes
La méthode dichotomique, utilisée au début de l'ouvrage, est définie par l'Étranger comme étant la dialectique. Le dialecticien est capable, à partir d'une forme, de distinguer les autres formes qui sont incluses en elle, et de voir comment communiquent les différents genres établis. Or, la notion d'être, qui est mélangée, a besoin du travail de ce dialecticien (254 e).
Nous avons les catégories d'être, de repos, et de mouvement. Le repos et le mouvement ne peuvent se mélanger mais l'être peut se mélanger aux deux, car les deux participent à l'être. Il faut ajouter à ces trois catégories le même et l'autre. Ces catégories, qui ne sont pas réductibles aux précédentes ont la propriété d'être homologiques, elles s'appliquent à elles-mêmes. Le même se dit toujours du même, et l'autre se dit toujours relativement à un autre (256 e).
Commençant par le mouvement, L'Étranger applique les nouvelles catégories aux premières. Le mouvement est autre que le repos et autre que le même. Mais le mouvement participe aussi au même. Par conséquent, relativement à lui-même, le mouvement est le même, relativement au repos, le mouvement est l'autre. De la même façon, le mouvement est le même que l'être, dans son rapport à lui-même, et autre que l'être, dans son rapport au repos.
L'autre possède donc ces qualités intéressantes d'être toujours relatif (quand nous disons une chose est autre, nous voulons dire qu'elle est autre que...) et de pénétrer tous les genres de l'être : le mouvement est autre que l'être, le même est autre que l'être (le repos est autre que le mouvement...)
Poursuivant le raisonnement, l'étranger applique la catégorie de l'autre à l'être. L'autre participe à l'être pour donner naissance au non-être. Quand nous énonçons le non-être, ce n'est point là ce semble, énoncer quelque chose de contraire à l'être mais seulement quelque chose d'autre. Dire qu'une chose n'est pas ceci, c'est dire qu'elle est autre. Nier l'être d'une chose, c'est affirmer son altérité. « Alentour de chaque forme, il y a donc multiplicité d'être et infinie quantité de non-être » (256 e). Enfin, dernière propriété de l'autre : à chaque genre issue de l'autre, correspond une science. Étudier le non-beau et le beau, c'est la science esthétique. C'est opposer une partie de l'autre avec une partie de l'être.

### Le logos et le non-être
L'étranger est donc loin de la voie parménidienne : il a étudié le non-être, affirmé son existence et même étudié sa forme. « Une fois démontré qu'il y a une nature de l'autre, et qu'elle se détaille à tous les êtres en leur relation mutuelle, de chaque fraction de l'autre qui s'oppose à l'être, nous avons dit audacieusement c'est ceci même qu'est le non-être ». Ceci est possible parce que l'étranger a congédié le non-être comme contraire de l'être, « n'ayant cure de savoir s'il était logos ou alogos ». L'être et l'autre se compénètrent mutuellement : l'autre participe à l'être comme autre et l'être participe à l'autre dans son rapport avec tous les autres genres. Voilà la vraie façon de respecter le sens du logos (259 c).
Ceux qui disent que le même est autre, que l'un est le multiple ou d'autres arguties ne manifestent dans leurs logoi que le premier fruit hâtif d'un tout premier contact avec le réel : « Car c'est la plus radicale manière d'anéantir tout logos que d'isoler chaque chose de tout le reste ; car c'est par une mutuelle combinaison des formes que le discours nous est né ».
Il faut garder le logos dans la communauté, le mélange des choses qui participent (252 c) et dans la communauté des genres (260 b).

## Retour au problème du discours et du sophiste

### La participation de l'autre au«λόγος»(Logos)
Ainsi, tout est mélangé, et l'on ne peut parler que si les choses sont mélangées. Si l'être n'était pas mélangé au non-être, aucun discours ne serait possible. Il reste quand même à vérifier que, si le discours est lui aussi un être, alors le non-être puisse se mélanger au discours, afin d'obtenir le discours faux. Car le sophiste se défendra en disant que le discours ne se mélange pas, et que le faux est impossible. Il faut au contraire lui prouver que l'autre peut se mêler au logos pour engendrer l'opinion fausse, donc l'erreur, donc la tromperie, donc l'illusion, donc l'image et lui dire qu'il ne fait avec son logos que des images, des simulacres de la réalité : Simulacre désigne une apparence qui ne renvoie à aucune réalité sous-jacente et prétend valoir pour cette réalité elle-même : l’eidôlon, en grec ancien εἴδωλον - par opposition à l'icône : eikôn, en grec ancien εἰκών traduit par copie, terme qui renvoie toujours à l’imitation du réel, sans dissimuler la copie. L’eidôlon s’oppose à l’eidos ou l’idea, en grec ancien ἰδέα, traduit par Forme.
L’Étranger commence par une analyse linguistique du discours. Comme on avait étudié pour savoir si tous les sons peuvent se mêler entre eux pour donner de la musique, il faut voir si tous les noms peuvent se mêler entre eux pour composer un sens. Les mots qui, dits à la file composent un sens, s'accordent entre - comme « Socrate mange Théétète », s'ils ne manifestent aucun sens, cela veut dire qu'ils ne s'accordent pas entre eux, comme lorsque l’on dit « Socrate Théétète mange ».
La phrase est l'association d'un nom et d'un verbe. Le verbe montre l'action effectuée, alors que le nom montre qui fait l'action. Cette première liaison entre un nom et un verbe coïncide avec la naissance du logos (262 a). Avant on nommait, maintenant on discourt. Et tout discours, pour en être un, doit porter sur quelque chose, sur un sujet. Alors, on peut dire que la phrase fausse est celle qui dit quelque chose d'autre que ce qui est - « Théétète vole » - alors que la vraie dit ce qui est : « Théétète est assis ». Cette phrase fausse dit cependant réellement quelque chose de ce qui n'est pas. La phrase fausse a donc aussi un être : le non-être défini comme autre. Ce non-être mêlé au discours est possible dans la pensée, dans l'opinion (affirmation, négation) et dans l'imagination (opinion portant sur une sensation).

### Retour au sophiste
Il est enfin possible de définir le sophiste. Le sophiste était défini comme producteur de discours (logos). Mais cette production est humaine et non pas divine (265 b). Le divin a produit la nature et l'image de la nature (ombre, reflet) avec le logos mais le sophiste produit avec le logos des simulacres de la réalité. La tromperie est bel et bien possible puisque l'étranger a donné un statut à l'image fausse (puisque l'on peut mêler l'autre et le logos, donc tenir des discours faux donc introduire l'erreur, donc la tromperie, donc l'image, donc le simulacre). Le sophiste va imiter les choses qu'il ne connait pas et va souligner un faux semblant en le faisant apparaître comme présent, et, étant imitateur de choses qu'il ne connaît pas, le sophiste pratique ce que Platon nomme la doxomimétique. Mais le sophiste n'est pas naïf, c'est un imitateur ironique, qui sait qu'il trompe son interlocuteur. Son but ne vise au fond qu'à contredire son opposant. La doxomimétique ironique se divise en deux sections : l'orateur populaire (qui s'exprime en public) et le sophiste (qui s'exprime en privé).
Cet art de contradiction qui, par la partie ironique, d'un art fondé sur la seule opinion rentre dans la mimétique et par le genre qui produit des simulacres se rattache à l'art de créer des images, production humaine et non divine, ayant pour objet la production des logoi : voilà ce qu'est le sophiste (268 d).

### Philosophie naturelle
Platon consacre ce dialogue à réfuter la thèse de Parménide et à démontrer la coexistence de l’Être et du Non-être en introduisant les concepts du mouvement, du repos, d’autre, et de même :
Une difficulté demeure pour une approche platonicienne de la Nature : il s'agit fondamentalement d'une philosophie des Idées, ce qui pose le problème de la connaissance de la Nature en termes de connaissance de l'Idée de Nature. Là donc où Parménide opère un réductionnisme ontologique de la Nature mais inadéquate à la compréhension de la diversité et des changements observables, Platon nous impose de voir au-delà de ce que nous offrent nos sens, et nous détache donc de la Nature appréhendée dans la matérialité.

### Notice de Métaphysique
Le terme pour désigner la participation platonicienne est metexis, auquel correspond le verbe metekhein, synonyme de μεταλαμβάνειν (metalambanein), « prendre part ». Ce sont ces termes que l’on trouve dans la première partie du Parménide (130 e-134 e), où les interlocuteurs du dialogue s’avouent incapables d’en rendre compte. L’autre texte important sur cette question est dans le Phédon (100 d), où Socrate dit : « Rien d’autre ne rend cette chose belle sinon le beau, qu’il y ait de sa part présence (parousia), ou communauté (koinônia), ou encore qu’il survienne – peu importe par quelles voies et de quelle manière, car je ne suis pas encore en état d’en décider ; mais sur ce point-là, oui : que c’est par le beau que toutes les belles choses deviennent belles ». Ceci montre combien la terminologie n’est pas fixe chez Platon sur cette question, qui affirme d’ailleurs explicitement que cela n’a pas d’importance. Aristote ne se satisfera pas de ce flou, et reprochera à Platon de n’utiliser qu’une métaphore poétique sans jamais définir clairement ce qu’elle est censée signifier. Dans ses tentatives d’explicitation, il parle parfois de mélange (μίξις/mixis).

### Citations
- L’Odyssée, d’Homère, dans une citation quelque peu paraphrasée :

« Zeus, hospitalier, vengeur des suppliants et des hôtes, amène toujours les respectables étrangers ».
- Une citation du Poème de Parménide se retrouve par deux fois : « Jamais tu ne comprendras que ce qui n’est pas est : Éloigne ta pensée de cette recherche. »[20].
- Une seconde citation de Parménide se retrouve : « Semblable à une sphère bien arrondie de toutes parts,

Du centre projetant des rayons égaux en tous sens ; car qu'il soit plus grand d'un côté,
Ou plus petit de l'autre, cela n'est nullement possible. ».

## Postérité

### La pensée sophistique de l’État chez Hegel
Dans la préface des Principes de la philosophie du droit, Hegel se réfère explicitement au dialogue platonicien du Sophiste pour critiquer la « philosophie superficielle » de son temps, qui prétend tirer des sentiments, de l'intériorité totale, une capacité à atteindre la vérité, et qui rejette l'adhésion à la loi comme une violence faite à la personne. Selon Hegel, dans le Sophiste, Platon démontre « clairement » qu'une philosophie superficielle qui ne reconnaît pas d'objectivité a pour conséquence de détruire la possibilité même d'un ordre public et d'une société politique. En effet, si le juste n'existe que dans mes sentiments, la loi n'est pas juste et je n'ai pas à la suivre ; de là il advient la destruction de la possibilité d'un État.

### LeSophisteselon Martin Heidegger
Heidegger entreprit de relire presque tous les philosophes et de revisiter l’histoire de la philosophie, entendue comme histoire de la métaphysique. Selon lui, toute l’histoire de la métaphysique, à partir d’Aristote, est une question d’« oubli de l'être » en tant que tel (« être » au sens verbal) pour ne plus considérer que l’étant, la chose réelle existante, qui est là ; c’est sous une autre forme la répétition de l’étonnement du « il y a », une chose qui pourtant pourrait dans l'absolu, ne pas y être ; on ne s’inquiète plus que des causes, cette « différence » entre l’Être et l’Étant, passage du rien à quelque chose, n'est plus perçu ni interrogé. Avec Le Sophiste, Platon, selon Heidegger, semble bien être le dernier philosophe à s’en être inquiété. Heidegger cite d'ailleurs Platon (244 a) en exergue dès l'introduction de Être et Temps : « Car manifestement vous êtes déjà depuis longtemps tout à fait familiarisés avec ce que vous voulez dire au juste quand vous vous servez de l'expression Étant, or nous avions bien cru l’entendre une fois pour toutes mais nous voici à présent dans l’aporie ».